# 퍼시 잭슨과 번개 도둑
《퍼시 잭슨과 번개 도둑》(영어: Percy Jackson & the Olympians: The Lightning Thief)은 퍼시 잭슨과 올림포스의 신의 첫 번째 책 번개 도둑의 영화화 작품으로, 2010년 개봉하였다. 크리스 콜럼버스 감독이 연출하였고 로건 러먼, 브랜던 T. 잭슨, 알렉산드라 다다리오, 제이크 에이블, 숀 빈, 케빈 매키드, 우마 서먼 등이 출연하였다.

## 줄거리
뉴욕의 엠파이어 스테이트 빌딩 옥상에서, 그리스 신화의 신 제우스와 포세이돈이 만난다. 제우스는 포세이돈의 인간 아들 퍼시 잭슨이 자신의 번개를 훔쳤다고 질책한다. 포세이돈은 퍼시는 아직 자기가 신의 아들인지도 모르는 어린아이라며 반박하지만 제우스는 듣지 않고, 2주 뒤의 하지날 자정까지 번개를 돌려받지 못하면 전쟁이 일어날 것이라고 선포한다.
포세이돈의 아들인 16세 소년 퍼시 잭슨은 어머니 샐리와 괴팍한 양아버지와 함께 살고 있다. 난독증이 있지만, 수영과 잠수를 좋아하며 물을 친근하게 여긴다. 학교에서 박물관 견학을 갔을 때, 영어 교사가 퍼시를 불러 대뜸 번개를 내놓으라고 한다. 그는 사실 괴물 알렉토였다. 깜짝 놀란 퍼시 곁에 친구였던 그로버와 브루너 선생이 알렉토를 격퇴하고 퍼시를 구해낸다. 브루너 선생은 어리둥절한 퍼시에게 강력한 무기라며 볼펜을 넘겨준 뒤, 그로버에게 퍼시를 '반쪽피 캠프'로 데려가라고 지시한다. 퍼시가 그로버, 그리고 어머니와 함께 캠프로 향하던 중 미노타우로스의 습격을 당하고, 어머니가 납치당한다. 퍼시는 볼펜을 검으로 변화시켜 미노타우로스를 쓰러뜨리지만 기절하게 된다.
3일 만에 캠프에서 깨어난 퍼시는 자신이 신의 아들인 것, 그로버가 자신을 지키는 수호자 사티로스이고 브루너 선생이 캠프의 담당자인 켄타우로스 키론인 것, 그리고 '반쪽피 캠프'가 자신과 같은 반인반신 아이들을 훈련시키는 곳임을 알게 된다. 퍼시는 헤르메스의 아들 루크가 이끄는 청색 팀에 들어가게 되고, 홍색 팀인 아레스의 딸 클라레스와 만난다. 이후 깃발 뺏기 경기에서 퍼시는 클라레스와 맞서는데, 처음에는 클라레스에게 압도당했지만 곧 자신이 가진 물을 다루는 능력을 알게 되면서 클라레스를 이기고 깃발을 거머쥔다. 그날 밤, 캠프에 하데스의 분신이 나타나서, 잡힌 어머니를 데려가고 싶다면 훔친 번개를 가지고 자신이 있는 지하세계로 오라고 선언한다. 키론은 캠프를 나가서는 안 된다고 했지만 퍼시는 그를 무시하고, 그로버와 아나베스를 데리고 지하세계로 떠나기로 한다. 세 사람은 루크에게 가서 지하세계로 가는 지도와 장비 ― 날개 신발과 방패 ― 를 빌리고, 지하세계로 갔다가 탈출하려면 페르세포네의 녹색 진주를 인수만큼 챙겨가야 한다는 이야기를 듣는다.
진주는 미국 각지에 흩어져 있었다. 첫 번째 진주는 뉴저지 리즈포인트(Leeds Point)에 있는 어느 버려진 정원에 있었다. 그곳은 석상들로 즐비한, 바로 메두사의 정원이었다. 아나베스가 메두사의 눈을 보고 돌이 될 뻔하지만, 퍼시가 기지를 발휘해 스마트폰 카메라로 메두사를 보며 결국 그녀의 목을 벤다. 그리고 진주와 드라크마를 전리품으로 챙긴 뒤, 두 번째 진주가 있는 내슈빌의 파르테논 미술관으로 향한다. 진주는 아테나 파르테노스 조각상의 왕관에 박혀 있었는데, 퍼시가 날개 신발로 날아서 진주를 가져오지만 이번에는 미술관 청소부들이 히드라로 변해 세 사람을 공격한다. 퍼시는 히드라의 목을 벴다가 두 배로 자라나게 하는 등 고전하였으나, 수도를 터뜨려 히드라를 물길에 잠재운다. 최종적으로 그로버가 메두사의 머리를 꺼내 히드라를 석화(石化)시킨다. 세 번째 진주는 라스베이거스의 로터스 카지노에 있었다. 진주는 블랙잭 판위에서 쉽게 찾았지만, 세 사람은 직원으로 위장한 로토파고스족이 준 꽃빵을 먹고 혼수상태에 빠져 향락에 탐닉하게 된다. 퍼시가 간신히 깨어나서 나머지 둘을 데리고 빠져나온다. 자그마치 닷새 동안을 카지노에서 보낸 탓에 하지가 하루 앞으로 다가오게 된다.
지하세계는 할리우드 사인의 아래에 있었다. 뱃사공 카론에게 드라크마를 지불하고 세 사람은 비로소 페르세포네, 그리고 하데스와 만난다. 번개를 요구하는 하데스에게 퍼시는 자신은 번개를 훔친 적이 없다며 항변하지만, 번개는 사실 루크가 준 방패 뒤에 숨겨져 있었다. 번개를 집어 든 하데스는 전쟁을 일으키려 하나 페르세포네가 번개를 뺏어 하데스를 후려치고 기억을 잃게 만든다. 저속한 하데스를 싫어했던 페르세포네는 하데스가 전쟁을 일으키면 그에게서 벗어날 틈이 없으리라 여겨 전쟁을 막은 것이었다. 퍼시는 어머니와 재회하였으나, 진주가 세 개뿐이어서 탈출하기 위해선 한 명이 빠져야만 했고 퍼시의 수호자인 그로버가 페르세포네 옆에 남는다. 퍼시와 퍼시 어머니, 아나베스는 올림포스산이 있는 엠파이어 스테이트 빌딩으로 이동하는데, 진짜 번개 도둑이었던 루크가 일행을 막아선다. 루크는 오랫동안 지배자로 군림한 신들을 몰아내기 위한 전쟁을 일으키기 위해 퍼시를 이용했던 것이었다. 맨해튼을 무대로 결투를 벌인 끝에 퍼시는 물을 조종하는 힘으로 삼지창을 만들어, 루크를 허드슨강에 던져넣는다. 이후, 판테온으로 간 퍼시는 전쟁을 선포하기 직전 제우스에게 번개를 넘기고, 그로버를 데려와 달라고 부탁한다. 그리고 아버지인 포세이돈과 해후하며 그의 진심을 듣는다.
모험이 끝나고 퍼시는 캠프로 되돌아와 그로버, 아나베스와 다시 훈련을 시작한다. 퍼시의 어머니는 양아버지와 이혼한다. 양아버지가 투덜대며 냉장고를 여니 그곳에는 퍼시가 보관해둔 메두사의 머리가 있었고, 곧 돌이 되어 버린다.

## 출연
| - 로건 러먼 - 퍼시 잭슨 - 브랜던 T. 잭슨 - 그로버 언더우드 - 알렉산드라 다다리오 - 애나베스 체이스 - 제이크 에이블 - 루크 카스텔란 - 우마 서먼 - 메두사 - 피어스 브로스넌 - 케이론 - 줄리언 리칭스 - 카론 - 켈란 시먼스 - 로토파고스족 - 캐서린 키너 - 샐리 잭슨 - 조 판톨리아노 - 게이브 어글리아노 | - 숀 빈 - 제우스 - 케빈 매키드 - 포세이돈 - 스티브 쿠건 - 하데스 - 로사리오 도슨 - 페르세포네 - 멜리나 카나카레데스 - 아테나 - 딜런 닐 - 헤르메스 - 에리카 세라 - 헤라 - 스테퍼니 본 페튼 - 데메테르 - 디미트리 레코스 - 아폴론 - 오나 그라우어 - 아르테미스 - 서린다 스완 - 아프로디테 - 콘래드 코츠 - 헤파이스토스 - 레이 윈스턴 - 아레스 - 루크 카밀레리 - 디오니소스 |  |